# RTCN Sucha Góra

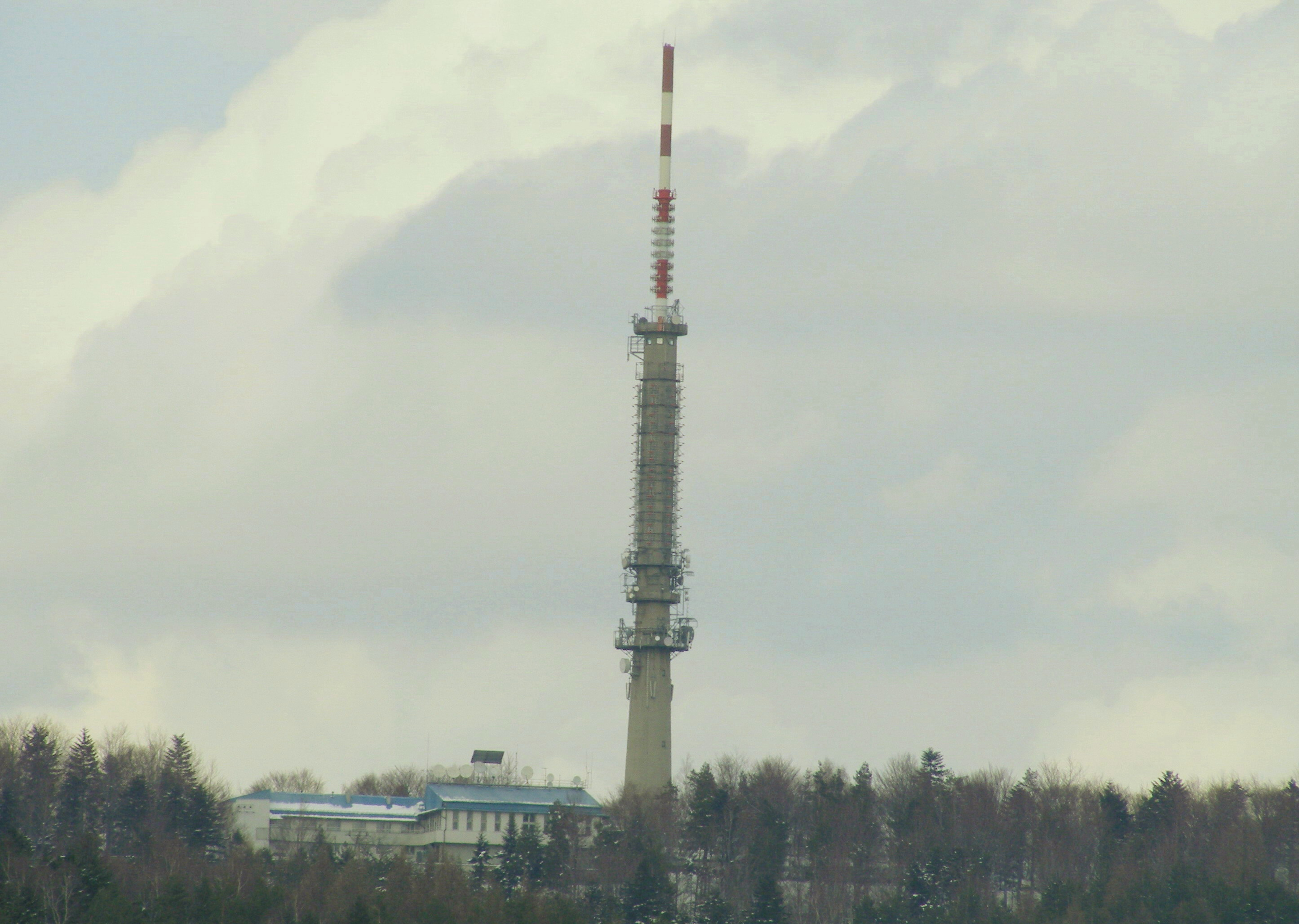
Centrum Nadawcze widziane w przybliżeniu

RTCN Sucha Góra (Radiowo-Telewizyjne Centrum Nadawcze Sucha Góra) – wieża o wysokości 147 m, oddana do użytku w sierpniu 1962 r. Obiekt usytuowany jest na Suchej Górze (ok. 585 m n.p.m.), koło Krosna. Jest to stacja dużych mocy pokrywająca zasięgiem Beskid Niski, Pogórze Dynowskie, Bieszczady i zachodnią część Kotliny Sandomierskiej, w tym takie miasta, jak Krosno, Rzeszów, Brzozów, Sanok, Jasło czy Dębica. Nieco słabszy odbiór z tego obiektu jest jednak możliwy praktycznie w całym województwie podkarpackim, a także na wschodzie woj. małopolskiego, południu woj. lubelskiego oraz punktowo w woj. świętokrzyskim, jak również na północno-wschodnich krańcach Słowacji. W zasięgu ośrodka znalazło się ponad pół miliona osób. Właścicielem jest EmiTel sp. z o.o.

## Historia
Pierwsze plany budowy rzeszowskiego ośrodka nadawczego pojawiły się w roku 1958. Jako lokalizację wybrano Suchą Górę koło Krosna. Realizacji zadania w tych trudnych warunkach podjęło się Rzeszowskie Przedsiębiorstwo Budownictwa Przemysłowego. Budowa rozpoczęła się 5 października 1960 roku, a zakończyła na początku sierpnia 1962 roku. Zamiast typowego dla innych obiektów stalowego masztu zdecydowano się postawić 75-metrową żelbetową wieżę. Emisja programu telewizyjnego uruchomiona została 29 grudnia 1962 roku, a pierwsza emisja radiowa pół roku później – 15 czerwca 1963 roku.

## Parametry
Wysokość zawieszenia systemów antenowych nad poziomem terenu:
- Radio: 55 m, 76 m
- DVB-T/T2: 
  - MUX 6 - 112 m
  - MUX 1, MUX 2, MUX 3, MUX 4 - 125 m
  - MUX 8 - 141 m
- DAB+:
  - MUX PR - 141 m

## Transmitowane programy
Opracowano na podstawie danych spółki EmiTel.

### Programy telewizyjne – cyfrowe
| Nazwa multipleksu | Częstotliwość | Kanał | Moc nadajnika | Polaryzacja | Standard i Kompresja |
| ----------------- | ------------- | ----- | ------------- | ----------- | -------------------- |
| MUX 1             | 650 MHz       | 43    | 100 kW        | pozioma     | DVB-T2, HEVC         |
| MUX 2             | 562 MHz       | 32    | 100 kW        | pozioma     | DVB-T2, HEVC         |
| MUX 3             | 538 MHz       | 29    | 100 kW        | pozioma     | DVB-T2, HEVC         |
| MUX 4             | 554 MHz       | 31    | 100 kW        | pozioma     | DVB-T2, HEVC         |
| MUX 6             | 586 MHz       | 35    | 100 kW        | pozioma     | DVB-T2, HEVC         |
| MUX 8             | 184,5 MHz     | 6     | 8,1 kW        | pionowa     | MPEG-4               |

### Programy radiowe – analogowe
| Lp | Program                   | Właściciel                                                             | Częstotliwość | Moc nadajnika | Polaryzacja |
| -- | ------------------------- | ---------------------------------------------------------------------- | ------------- | ------------- | ----------- |
| 1  | Polskie Radio Program I   | Polskie Radio S.A.                                                     | 88,0 MHz      | 120 kW        | pozioma     |
| 2  | Polskie Radio Rzeszów     | Polskie Radio - Regionalna Rozgłośnia w Rzeszowie "Radio Rzeszów" S.A. | 90,5 MHz      | 120 kW        | pozioma     |
| 3  | Polskie Radio Program III | Polskie Radio S.A.                                                     | 92,0 MHz      | 120 kW        | pozioma     |
| 4  | RMF Maxx                  | Grupa RMF                                                              | 97,6 MHz      | 0,1 kW        | pionowa     |
| 5  | RMF FM                    | Radio Muzyka Fakty Sp. z o.o.                                          | 100,1 MHz     | 120 kW        | pozioma     |
| 6  | Radio Eska                | Grupa Radiowa Time Sp. z.o.o                                           | 104,9 MHz     | 10 kW         | pozioma     |
| 7  | Polskie Radio 24          | Polskie Radio S.A.                                                     | 106,9 MHz     | 0,5 kW        | pozioma     |
| 8  | Radio Zet                 | Radio Zet Sp. z o.o.                                                   | 107,4 MHz     | 60 kW         | pozioma     |

### Programy radiowe – cyfrowe
| Skład multipleksu | Częstotliwość | Kanał | Moc nadajnika | Polaryzacja | Kierunkowość | Kompresja      |
| --- | ------------- | ----- | ------------- | ----------- | ------------ | -------------- |
| DAB+ - Polskie Radio Program I - Polskie Radio Program II - Polskie Radio Program III - Czwórka - Radio Poland - Program IV Polskie Radio 24 - Polskie Radio Chopin - Polskie Radio Dzieciom - Radio Rzeszów - Polskie Radio Kierowców | 216,928 MHz   | 11A   | 8,8 kW        | pionowa     | kierunkowa   | AAC/AAC+/AAC++ |

## Nienadawane programy telewizyjne
Programy telewizji analogowej wyłączone 19 marca 2013 roku.
| LP | Program | Właściciel            | Częstotliwość | Kanał | Moc ERP nadajnika | Polaryzacja | Uwagi                                     |
| -- | ------- | --------------------- | ------------- | ----- | ----------------- | ----------- | ----------------------------------------- |
| 1  | TVP1    | Telewizja Polska S.A. | 223,25 MHz    | 12    | 100 kW            | pionowa     | nadajnik uruchomiony w 1962 roku          |
| 2  | TVP2    | Telewizja Polska S.A. | 535,25 MHz    | 29    | 700 kW            | pozioma     | nadajnik uruchomiony od 1970 do 1974 roku |

| Nazwa multipleksu | Częstotliwość    | Kanał   | Moc nadajnika | Polaryzacja | Standard i Kompresja | Data wyłączenia |
| ----------------- | ---------------- | ------- | ------------- | ----------- | -------------------- | --------------- |
| MUX 1             | 690 MHz (722MHz) | 48 (52) | 100 kW        | pozioma     | DVB-T, MPEG-4        | 23 maja 2022    |
| MUX 2             | 562 MHz          | 32      | 100 kW        | pozioma     | DVB-T, MPEG-4        | 23 maja 2022    |
| MUX 4             | 586 MHz          | 35      | 100 kW        | pozioma     | DVB-T, MPEG-4        | 23 maja 2022    |
| MUX 3             | 586 MHz          | 35      | 100 kW        | pozioma     | DVB-T, MPEG-4        | 19 grudnia 2023 |

## Linki zewnętrzne

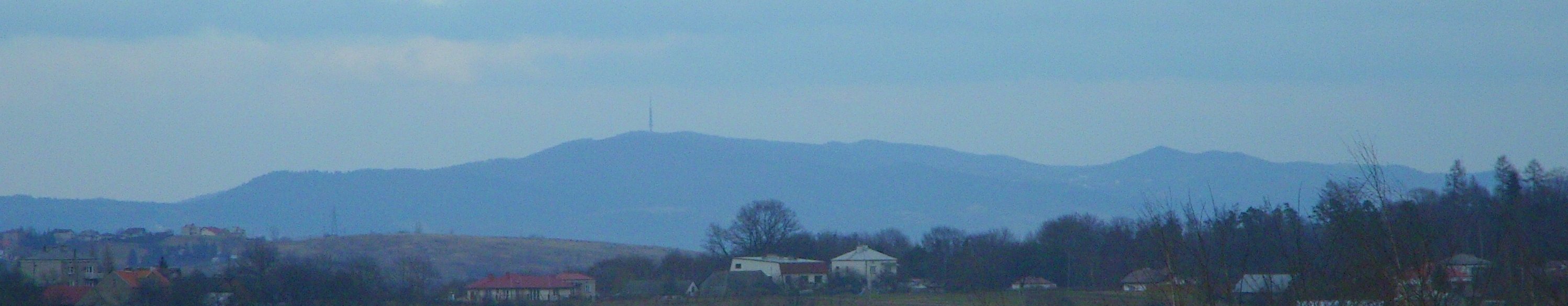
Wieża na Suchej Górze widziana w oddali z Bączala Dolnego